# カタルーニャ公営鉄道

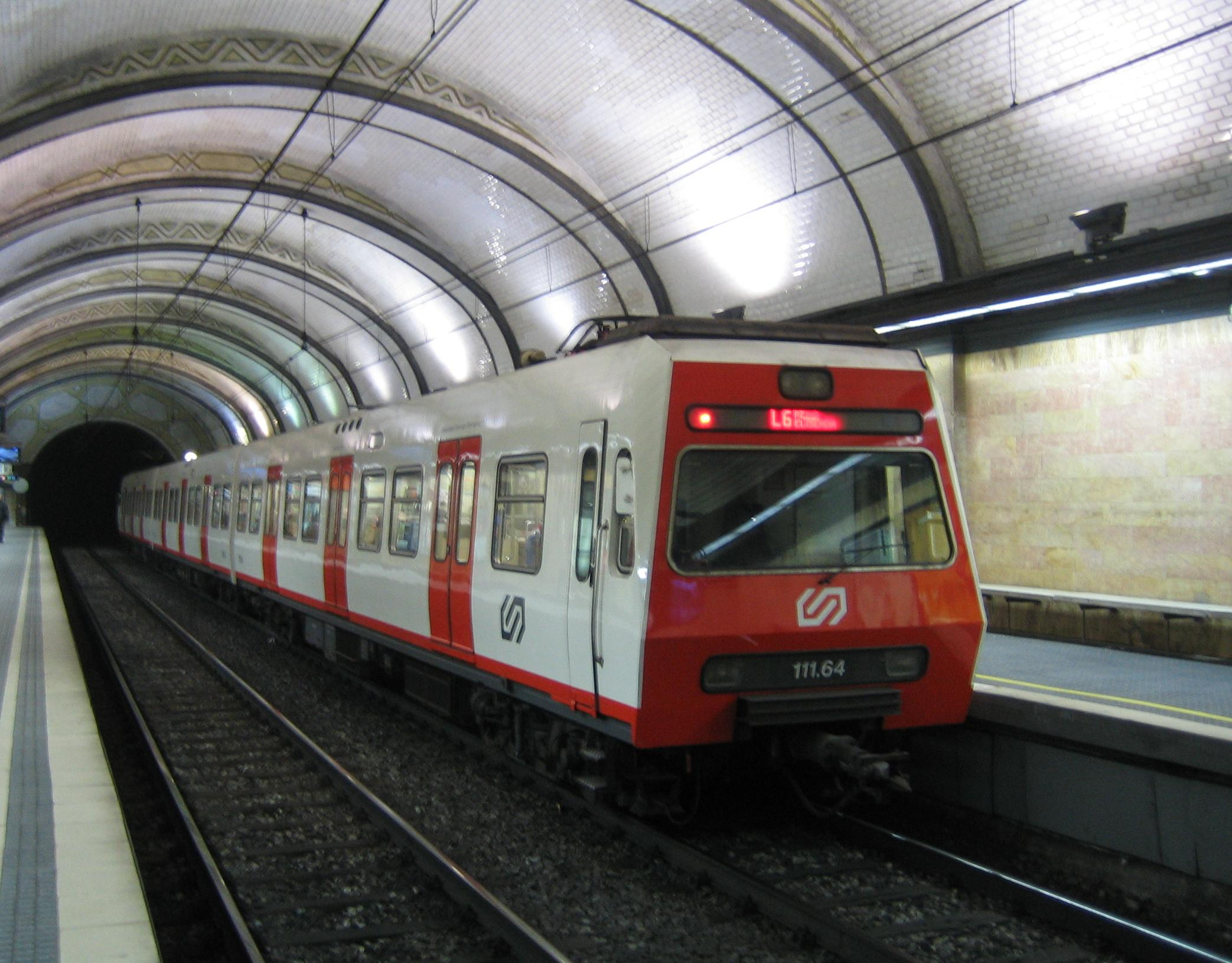
バルセロナでのFGCの列車

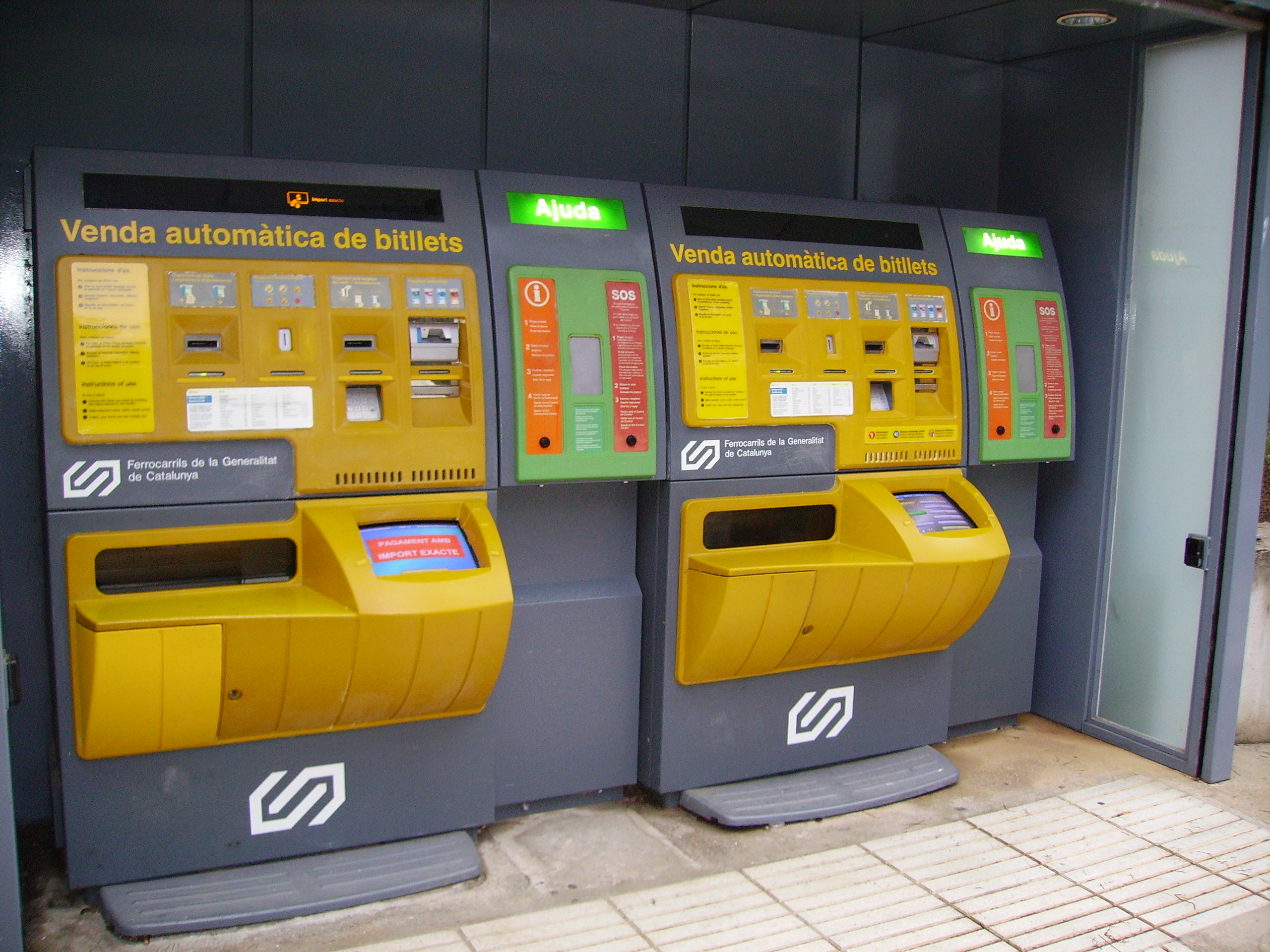
自動券売機

カタルーニャ公営鉄道（カタルーニャこうえいてつどう、カタルーニャ語：Ferrocarrils de la Generalitat de Catalunya）は、カタルーニャ州の鉄道事業者である。
FGCと略され、140kmの狭軌路線と42kmの標準軌路線及び89kmの広軌路線を有する。また、2つのメーターゲージのラック式鉄道と4つのケーブルカーの路線を有するが、これらの路線網はすべてが接続しているわけではない。

## バルセロナの通勤路線
FGCはバルセロナの通勤路線網のうちのいくつかを運営し、全路線が架空電車線方式で電化されている。この路線網は、バルセロナのカタルーニャ広場駅より伸びる標準軌路線と、エスパーニャ広場駅より伸びるメーターゲージ路線に大別される。

### バルセロナ－バリェス線（Línea Barcelona-Vallès）
| 路線 | 区間                                                                                       |
| S1   | Barcelona-Pl.Catalunya - Terrassa-Rambla （カタルーニャ広場 – タラサ）                     |
| S2   | Barcelona-Pl.Catalunya - Sabadell-Rambla （カタルーニャ広場 – サバデイ）                   |
| S5   | Barcelona-Pl.Catalunya - Sant Cugat （カタルーニャ広場 – サン・クガ）                      |
| S6   | Barcelona Plaça Catalunya - Universitat Autònoma （カタルーニャ広場 – バルセロナ自治大学） |
| S7   | Barcelona-Pl.Catalunya - Rubí （カタルーニャ広場 – ルビー）                                |

### ヨブレガット－アノイア線（Línea Llobregat-Anoia）
| 路線 | 区間                                                                          |
| S3   | Barcelona-Pl.Espanya - Can Ros （エスパーニャ広場 – カン・ロス）              |
| S4   | Barcelona-Pl.Espanya - Olesa de Montserrat （エスパーニャ広場 – オレザ）      |
| S8   | Barcelona-Pl.Espanya - Martorell Enllaç （エスパーニャ広場 – マルトレル）     |
| S9   | Barcelona-Pl.Espanya - Quatre Camins （エスパーニャ広場 –クアテレ·カミンス ） |
| R5   | Barcelona-Pl.Espanya - Manresa （エスパーニャ広場 – マンレザ）                |
| R6   | Barcelona-Pl.Espanya - Igualada （エスパーニャ広場 – イグアラーダ）           |
| R50  | Barcelona-Pl.Espanya - Manresa （エスパーニャ広場 – マンレザ）速達型系統      |
| R60  | Barcelona-Pl.Espanya - Igualada （エスパーニャ広場 – イグアラーダ）速達型系統 |

### メトロポリタン·サービス
| 路線 | 区間                                                                            |
| L6   | Pl.Catalunya - Reina Elisenda (カタルーニャ広場 - レイナ・エリセンダ)           |
| L7   | Pl.Catalunya - Av. Tibidabo (カタルーニャ広場 - アビングダ・ティビダボ)         |
| L8   | Pl.Espanya - Molí Nou-Ciutat Cooperativa (ムリ・ノウ＝シウタ・コーパラティーバ) |

### S線
S線は都市近郊 (Suburbà) 路線であり、ドイツのSバーンに相当する。
- S1 - カタルーニャ広場 - タラサ　（Pl. Catalunya　-　Terrassa）
- S2 - カタルーニャ広場 - サバデイ　（Pl. Catalunya - Sabadell）
- S3 - エスパーニャ広場 - カン・ロス　（Pl. Espanya - Can Ros）
- S4 - エスパーニャ広場 - ウレーザ・ダ・ムンサラー　（Pl. Espanya - Olesa de Montserrat）
- S5 - カタルーニャ広場 - サン・クガ (Pl.Catalunya - Sant Cugat)
- S6 - カタルーニャ広場 - ウニバルシタ・アウトヌマ (Pl. Catalunya - Universitat Autònoma de Barcelona)
- S7 - カタルーニャ広場 - ルビー (Pl.Catalunya - Rubí)
- S8 - エスパーニャ広場 - マルトゥレイ　（Pl. Espanya - Martorell）
- S9 - エスパーニャ広場 - クアテレ · カミンス　（Pl. Espanya - Quatre Camins）

### R線
R線は通勤路線 (Rodalies) である。
- R5 - エスパーニャ広場 - マンレーザ（Pl. Espanya - Manresa）
- R6 - エスパーニャ広場 - イグアラーダ（Pl. Espanya - Igualada）
- R50 - エスパーニャ広場 - マンレーザ（Pl. Espanya - Manresa）
- R60 - エスパーニャ広場 - イグアラーダ（Pl. Espanya - Igualada）

### L線
L線は地下鉄 (Local) である。
- L6 - カタルーニャ広場 - レイナ・エリセンダ　（Pça Catalunya - Reina Elisenda）
- L7 - カタルーニャ広場 - アビングダ・ティビダボ　（Pça Catalunya - Av. Tibidabo）
- L8 - エスパーニャ広場　-　ムリ・ノウ＝シウタ・コーパラティーバ　（Pça Espanya　-　Molí Nou-Ciutat Cooperativa）

## 登山鉄道とケーブルカー
FGCの運営する2つの登山鉄道いずれもメーターゲージのアプト式登山鉄道である。
- モンセラット登山鉄道 (Cremallera de Montserrat)：マンレザ方面への郊外路線(R5)のモニストロイ駅からモンセラットまで登る。この路線は1892年に開業し1957年に一度廃止となったが、2003年に復活した。
- バル・デ・ヌリア登山鉄道 (Cremallera de Vall de Núria)：カタルーニャ州北部のピレネー山脈にある。

FGCはまたケーブルカーも運営している。
- フニクラ・デ・サン・ジョアン (Funicular de Sant Joan)： モンセラット登山鉄道のモンセラット駅からモンセラット頂上付近までの路線。
- フニクラ・デ・ラ・サンタ・コバ (Funicular de la Santa Cova)： 同じくモンセラット駅から近くの神殿まで。
- フニクラ・デ・ジェリダ (Funicular de Gelida)：ジェリダの街と駅を結ぶ。
- フニクラ・デ・バルビドレラ (Funicular de Vallvidrera),　チビダボの丘の上とメトロの駅を結ぶ。

## 広軌路線
2005年1月にリェイダからラ・ポブラ・デ・セグラまでの非電化広軌路線をレンフェ（スペイン国鉄）から譲渡された。この路線はカタルーニャ州で最も寂れた路線である。リェイダからバラゲーまでの区間は最近に中古レールによって改良されたが、それより北の区間はぞっとするような状態である。
FGCはこの路線に関していくつかの案を検討している。
- 通勤電車としてバラゲーからリェイダ間の列車を1日3本から30分間隔まで増便する。
- 全ての線路と枕木を交換する。
- 現在運用中の古い気動車を置き換えるために新しい車両を導入する。
- 北端部に景色の良い田園地帯があるため、観光路線としての展開。
- ピレネー山脈まで延長し、可能ならばフランスの鉄道と接続するという、建設当時に計画されたが実現されなかった案もある。

近年の予算削減により、レンフェ時代よりも状態が悪化し、リェイダ－バラゲー間が1日3往復、ラ・ポブラ・デ・セグラまでは1日1往復のみの運行となった。
2015年現在の運行状況は以下の通りであった。
- 平日: リェイダ － ラ・ポブラ・デ・セグラ間 1往復、リェイダ － バラゲー間 3往復
- 土曜: リェイダ － ラ・ポブラ・デ・セグラ間 1往復、リェイダ － バラゲー間 2往復
- 日曜: リェイダ － ラ・ポブラ・デ・セグラ間 1往復、リェイダ － バラゲー間 2往復

しかし、2019年にはシュタッドラー・GTWが導入されてサービスが改善され、平日にはリェイダ － バラゲー間が6往復、リェイダ － ラ・ポブラ・デ・セグラ間が4往復となった。